# 西九龍文娛藝術區
西九龍文娛藝術區（英語：West Kowloon Cultural District）為香港行政長官董建華透過《1998年度香港行政長官施政報告》宣布的大型發展計劃，在西九龍填海區臨海地段（西九龍最南端，由填海所形成的約40公頃土地，面向維多利亞港，由廣東道伸延至西區海底隧道入口一帶，北至柯士甸道）為集結了一系列世界級文化、藝術、潮流、消費及大眾娛樂為一體的綜合文化主要場地，核心設施包括劇院、博物館、演藝場館、劇場及廣場等，旨意提高香港文化的水平及世界地位。2004年，政務司司長曾蔭權以：「創地標，顯文化，添悠閒。」為計劃口號，規定計劃必須建造一塊巨形天薘。2005年，計劃被修改，計劃中的地產及文化設施項目分開。2006年2月，在香港社會不同的意見及爭議下，香港政府宣佈放棄原有發展的框架，不再堅持興建天篷，計劃被推倒重來，重新發展為西九文化區。

## 歷史

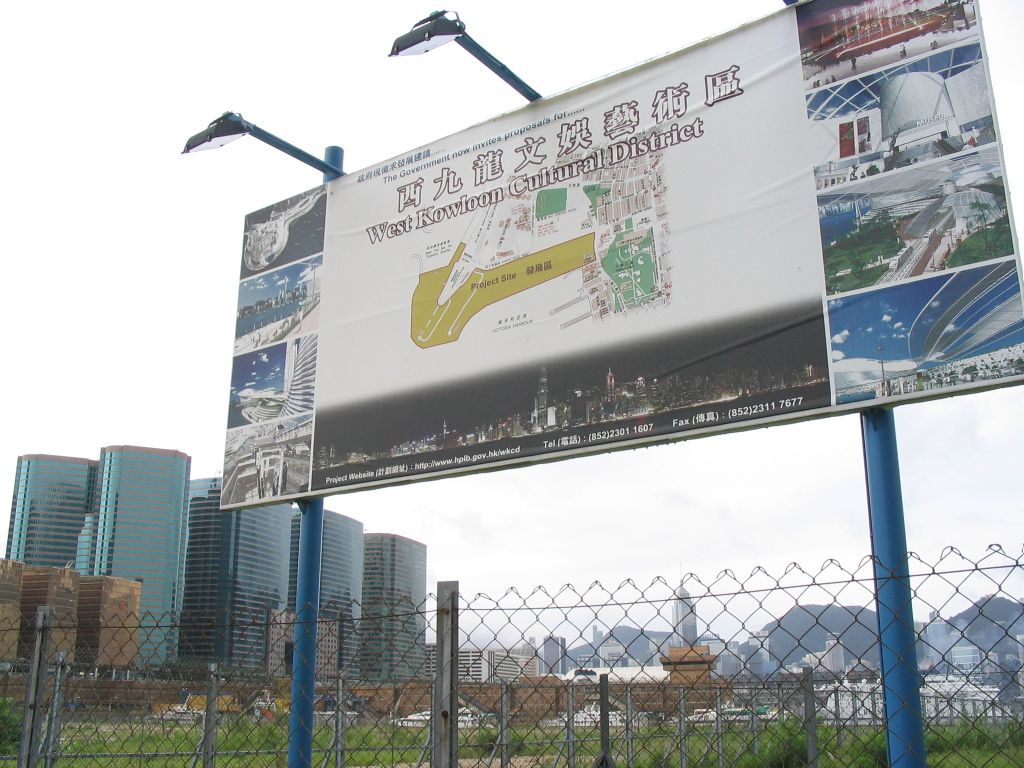
前稱為西九龍文娛藝術區的西九文化區地盤，近連翔道（於2005年6月攝影）

早期為配合西九龍填海區發展項目的需求，政府將西九龍一幅填海土地列入為《西九龍填海計劃》，以配合西九龍未來發展項目的需求。 1996年，香港旅遊協會進行了一次訪港旅客調查，於1998年向立法會建議興建一個全新文化表演場地。在《1998年度香港行政長官施政報告》中，行政長官董建華宣布於西九龍興建文娛藝術區的構思，希望將香港發展成為亞洲文化藝術中心。政府計劃借鑑世界其他地方的知名文娛藝術設施，例如英國倫敦南岸（South Bank）和西區及西班牙畢爾包等，希望把藝術、文化娛樂及消閒設施匯聚一起，吸引人流和匯聚藝術人才，令到整個計劃成功之餘亦能夠具有經濟效益。
2006年4月，香港政府成立西九龍文娛藝術區核心文化藝術設施諮詢委員會和轄下三個小組，負責重新審視西九龍文娛藝術區內的核心文化藝術設施的需要，以及發展和營運設施的財務要求。經過15個月的深入討論和廣泛地諮詢香港藝術界和相關團體後，諮詢委員會建議興建15個表演藝術場地和提供最少3公頃的廣場，設立一所具有博物館功能及聚焦於20至21世紀視覺文化的文化機構 (M+)，以及一個專門推廣文化藝術和創意產業的展覽中心。諮詢委員會同時建議以低密度方式發展西九龍文娛藝術區，提供充裕的休憩用地和海旁供予公眾使用，並且使到該區與毗鄰的社區緊密連接。

## 2001年設計概念

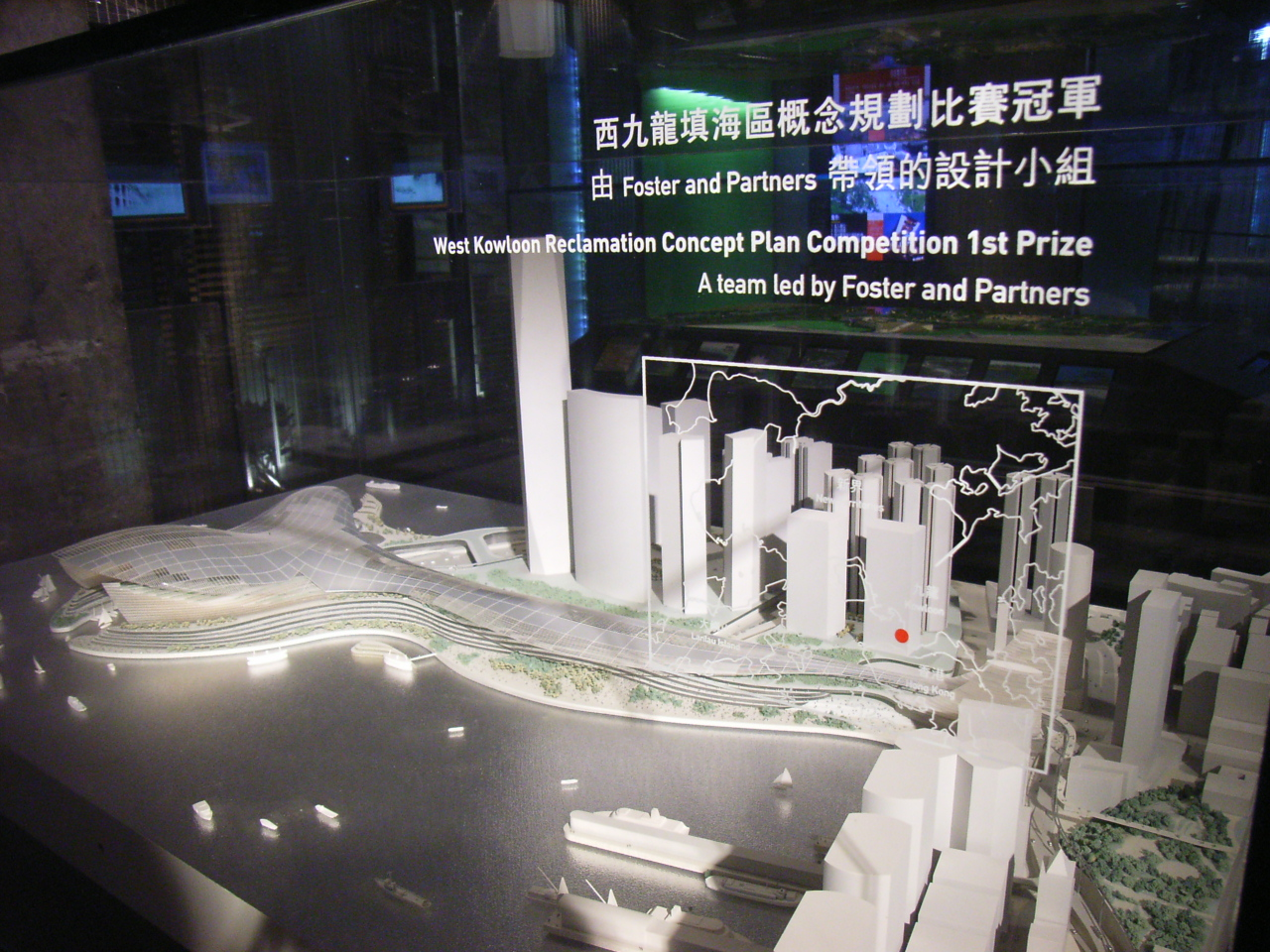
概念規劃比賽中冠軍作品──香港規劃及基建展覽館內的西九龍天幕模型

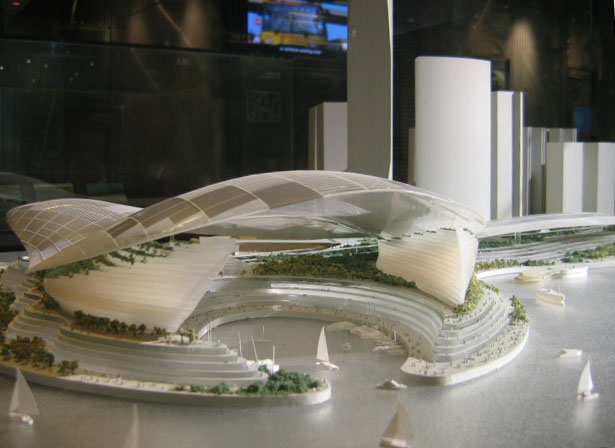
概念規劃比賽中冠軍作品部份。

2001年，香港政府舉辦了《西九龍填海區概念規劃比賽》，於2001年4月6日展開，於同年9月29日截止。由主席Lord Rothschild及來自香港及外地等10人所組成的評審團評審，成員包括國際知名和香港知名人士及知名建築界人士；評審團於2002年2月28日公布得獎名單。 2002年初，評審團從160多個香港及海外參賽作品中，選出诺曼·福斯特的方案，其以流線型天幕作為標誌，覆蓋和連接各建築群的設計，成為了未來設計的藍本。根據政府的解釋，天幕有多個優點，包括可以遮風擋雨、降低區內舉行活動所引起的聲浪、減輕建築物的空氣調節負荷及在炎夏時降低溫度等，部分天幕也能夠作為太陽能發電及製造獨特的視覺效果。
根據早期政府規定，西九龍文娛藝術區將提供多項重點設施，包括：
- 巨大天篷，覆蓋發展區範圍55%以上
- 劇院3個，分別容納最少2,000、800和400人
- 演藝場館1個，可容納最少10,000人
- 博物館4個，面積最少共75,000平方米
- 藝展中心1個，面積最少10,000平方米
- 海天劇場1個
- 廣場最少4個

## 2004年發展建議書
2003年9月，香港政府發出西九龍文娛藝術區發展建議邀請書，公開邀請世界各地企業及文化藝術團體參與，招標於2004年6月19日截止，最終收到5份發展建議書。評審委員會就這些建議書展開了評審，5份建議書分別為活力星國際有限公司、香港薈萃有限公司、藝林國際有限公司（初期名為生利發展有限公司）、太古地產有限公司及林思達提交的建議書在第一階段評審落敗。

### 「活力星國際」

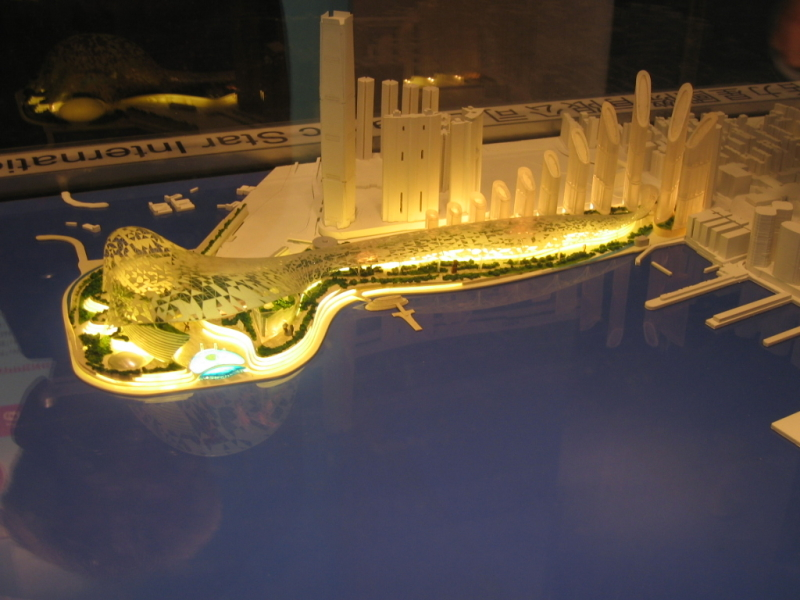
「活力星國際」。

由長實及新鴻基地產合資400億元興建，項目內容包括了750萬方呎的住宅、350萬方呎文娛用途樓面及70多萬呎酒店。天幕下建造廣闊的綠化平台公園。而平台下，是包含了五層階梯式的建築群，包括4間博物館、3個分別容納800人、1,200人及2,000人的劇院、一座可以容納10,000位觀眾的表演場館、藝展中心、大型演藝場館、海天劇場及貫通整過文娛藝術區的運輸系統。在博物館方面，法國龐比度中心、美國古根漢美術館及加拿大Science World兒童博物館均答應參與策劃區內博物館的設計及營運。兩者均有對現代藝術博物館（MOMA）、設計博物館、活動映像博物館和兒童互動博物館的硬體規劃和設計以及文化軟體的配套提出意見。不過兩者卻因為競爭而出現了分歧，最終不能夠共存。
地產項目方面，約97.8萬平方米被劃作為住宅、零售及酒店等，佔總樓面面積74%，為3個個財團中設定最高樓面比例發展的地產項目。擬定沿着天幕旁興建11座住宅大廈，從廣東道開始由高至低伸延至文娛區，合共提供5,000個單位。最高的一座住宅有80層，高達326米。該住宅落成後將會成為全球最高住宅，盡覽天幕及維多利亞港的美景。

### 「香港薈萃」

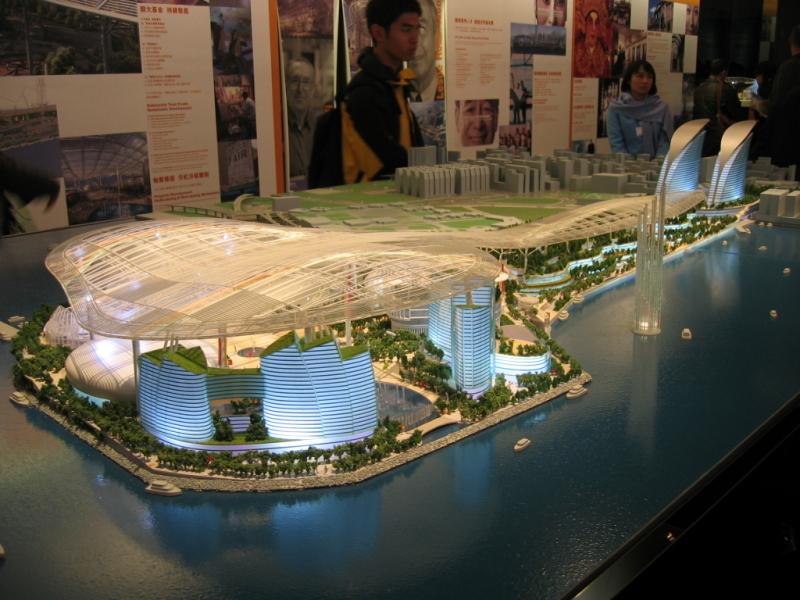
「香港薈萃」。

由恒基地產獨資，在廣場內興建一個500呎高的大型表演水柱，高度為全球之最；天幕具有防震設計；博物館群以一個名為「生命蛋」的建築連接，而4個博物館均各有特色，其中電影館會重點推介香港武打片，例如黃飛鴻、李小龍及成龍等世界知名香港演員；書墨畫館則會為全球首個展示由戰國時代至今的書墨畫作品；而設計館及現代藝術館則分別展示香港玩具、珠寶、傢俬、時裝及多媒體作品；博物館外觀由日本設計師Kenzo Tange操刀。
該方案為唯一在核心文娛區內興建住宅的財團。整個文娛區於廣東道入口興建兩座門廊大廈，分別作為住宅及商業酒店用途，樓高52層，約200米高。此外，在天幕下，另外設有兩座樓高22層的住宅，提供1,000個單位。

### 「藝林國際」

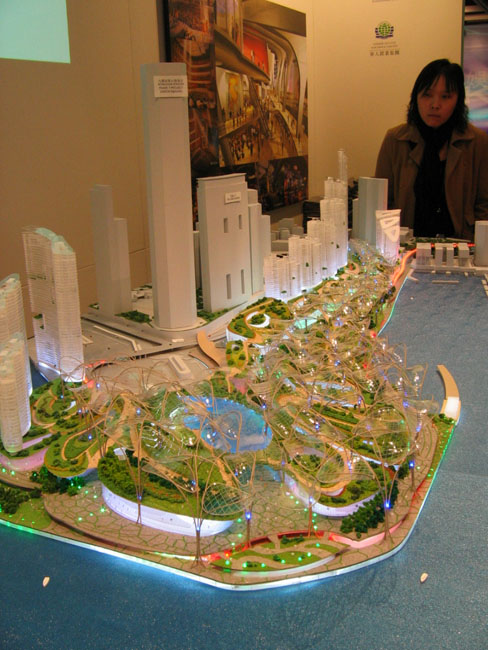
「藝林國際」。

由信和、九龍倉及華置合資，天幕由著名天幕設計大師Anthony Hunt設計，由百多個面積50米乘80米、高度450米至105米的巨型波浪形透明天幕相連起來，以一組組巨型蜻蜓翼重新演繹天幕。該天幕的覆蓋面積由政府提出的55%擴展至58%。此外，在40公頃的土地上建設大型園林，當中25公頃為公園。
為3個財團中設最高地積比率，達4.327倍，其中116萬平方米樓面作地產項目，當中67%為住宅用途。藝林將會興建10座大廈作為住宅、寫字樓及酒店，最高一座有69層，逾220米，接近鄰毗256米高的擎天半島。藝林又強調以綠化作主題，75%區域為綠化區，天幕下每座設施均有平台花園。藝林估計有15,000人入住此項目，他們將可以在區內達200萬平方呎的商場盡情購物，並且設置穿梭列車系統，一邊欣賞維多利亞港，一邊進入核心文化區參觀各座博物館及劇院群。

### 太古地產（不入選）
太古地產建議將各指定的核心文化藝術設施散布在尖沙咀、添馬艦和分域碼頭附近，並且拆卸現有位於尖沙咀的香港太空館和香港藝術館等。
政府認為太古地產的方案在多方面不符合發展建議邀請書內訂明的基本要求。除了沒有設置天篷外，文娛藝術區內亦沒有提供博物館群、藝術展覽中心和劇院綜合大樓等核心文化藝術設施。相反建議在藝術區的地皮主要改為用作為商業和住宅發展，並非政府發展的原意，因此最終沒有被接納。

### 公眾諮詢
2004年12月，香港政府就西九文娛藝術區展開公眾諮詢，於12月16日起在香港多處地點舉行展覽，展出3份入圍建議的模型，各建議書的技術、管理和營運方面的內容等，讓公眾有更深入理解。參觀者可以填寫意見卡發表對計劃的意見。諮詢期其後延長至2005年6月30日。政府聘請香港理工大學屬下社會政策研究中心作獨立評核。

## 結果
政務司前司長許仕仁涉嫌行為失當，於在任前後收取新鴻基地產利益案，在2014年7月高院進行審判時提到政府處理西九文娛區項目的處理手法。西九項目之督導委員會秘書供稱，督導委員會當時對三份發展計劃書作評審，結果評「香港薈萃」得分最高，「活力星國際」及「藝林國際」分別第二和第三；至於民間意見則是「活力星國際」佔優，但中心發現部分意見書由信封到內容均一式一樣，亦有部分無寫提交者個人資料，或直言與發展商有關，經剔除這些意見後，「香港薈萃」與「活力星國際」的受歡迎程度不相上下。
不過，同一時間擔任委員會主席的許仕仁認為民情質疑項目涉及官商勾結，建議特首暫時勿作決定，考慮是否堅持用單一發展商負責整個項目，以及成立獨立營運機構。
而政府察覺到公眾與立法會均思疑整個項目是官商勾結，向中標公司輸送利益。市民亦認為項目地積比太高，要求減少商住發展比率。政府內部傾向成立獨立機構營運文娛項目，亦有意放棄由單一發展商負責整個項目，在曾蔭權仍是政務司司長時，已指示下屬研究將涉及項目的40公頃土地，劃出不少於四成另行招標。政府更為這想法起了代號，稱為「Elton John計劃」。

## 2005年計劃修改
2005年，曾蔭權上任行政長官後，西九龍文娛藝術區計劃改由當時政務司司長許仕仁及後來的唐英年負責，政府迫於輿論壓力下改變了單一招標的形式，並且建立了委員會重新檢討項目的發展方法，對整個計劃作出修改，於同年10月7日提出全新建議，包括將計劃中的地產及文化項目分開，中標地產商需要分出一半商住項目的發展權，但是有權利決定分拆哪些地皮予其他發展商。住宅項目的地積比率亦限制在1.81倍，佔整個項目不得多於兩成，文化設施面積最少要有185,000平方米。中標地產商亦需要注資300億港元，政府將會成立法定機構西九文化區管理局處理及維修未來的文化項目。

## 重大爭議
西九龍文娛藝術區計劃由建議以至招標為香港社會惹來了不少爭議，當中主要爭議為單一招標、天篷的設計及保養問題，不少人認為流線型天幕實際用途有限，而且建築及維修成本高。地產商人何鴻燊表達不滿意計劃採用單一招標，令到他們沒辦法參與。也有意見認為，香港根本用不著這些世界級的文化設施，現有的文化設施使用率亦未算高，及財務安排等重要資料全部欠奉下，文娛藝術區可能會變成文化大白象，令到政府背負沉重的財政包袱。此外，亦有批評指出發展方案過分著重住宅及商業用途，發展藝術相關的面積相對地少。

## DHL香港氫氣球
DHL香港氫氣球是一個香港旅遊景點，位於西九龍海濱長廊海旁（西九文化區工地），遊客可乘坐巨型氫氣球升上100米半空，欣賞維多利亞港的景色。該旅遊項目由國際貨運公司DHL贊助，於2010年11月中開始運作，到2013年結束。DHL香港氫氣球直徑約22米，由不銹鋼、鋁等可回收材料製造，而充滿氣球的都是可回收的氫氣，每天會提供多個不同班次升空，每個廂籃可容納30人，為時15分鐘。
DHL香港氫氣球分為日間及夜間收費：
- 成人日間入場費為150港元；12 歲以下小童日間入場費為75港元。
- 成人夜間入場費為250港元；12 歲以下小童夜間入場費為175港元。

## 外部連結
- DHL香港氫氣球